# Kasper Pochwalski
Kasper Pochwalski (ur. 6 stycznia 1899 w Krakowie, zm. 15 kwietnia 1971 tamże) – polski artysta malarz i konserwator zabytków, syn Władysława Pochwalskiego, brat Stanisława Pochwalskiego.

## Życiorys

### Dzieciństwo
„Dynastia” malarska rodu Pochwalskich datuje się od r. 1745 i wydała 9. malarzy w 6. pokoleniach.
Najsławniejszym przodkiem Kaspra był portrecista Kazimierz Pochwalski (1855-1940), brat ojca. Matka, Jadwiga z Zatheyów (1872-1952) była córką Hugona Zatheya (1846-1896), literata, krytyka, poety, wydawcy poetów i tłumacza Goethego, siostra Stanisława Zatheya, polonisty i filozofa, który pisał rozprawy o literaturze, wiersze satyryczne i dramaty. Malarzem był także brat Kaspra Stanisław Pochwalski. Kasper wykazywał talent do rysunku od dzieciństwa. Uczęszczał do Szkoły Realnej w Krakowie. Jako 16-latek wziął po raz pierwszy udział w oficjalnej wystawie malarskiej w Pałacu Sztuki, pokazując swe akwarele i prace olejne obok Weissa i Jarockiego.

### Edukacja i dalsza kariera malarska
Kasper ukończył studia malarskie u Józefa Mehoffera w Akademii Sztuk Pięknych w Krakowie w latach 1918–1922, studiując równocześnie historię sztuki na Uniwersytecie Jagiellońskim. Około 20 roku życia wykrystalizował swój własny styl, mieszczący się w obrębie formalnej i tematycznej tradycji polskiego modernizmu. Stał się ulubionym uczniem Mehoffera, który w czasie korekty nie tyle poprawiał, ile chwalił jego akademickie studia – jak wspomina jego kolega ze studiów, późniejszy historyk sztuki Tadeusz Dobrowolski.
W latach 1922–1923, jako stypendysta rządu francuskiego, kontynuował studia w Paryżu w Akademie Ranson, pod kierunkiem dawnego nabisty Maurice Denisa. Po powrocie z Paryża brał udział w wystawach „Sztuki”, „Jednorogu”, IPS-u, Salonach Zachęty i „Zwornika”, którego wraz z bratem Stanisławem i Emilem Krchą był członkiem założycielem. Grupa ta powstała z jego idei. W przedmowie do 2. wystawy „Zwornika” Kasper nakreślił jej program, cele i dążenia.
Główną domeną twórczości Kaspra Pochwalskiego była kompozycja figuralna, często wielopostaciowa i portret, malował również liczne pejzaże, rzadziej – martwe natury.
Pochowany na cmentarzu Rakowickim (kwatera IIIb).

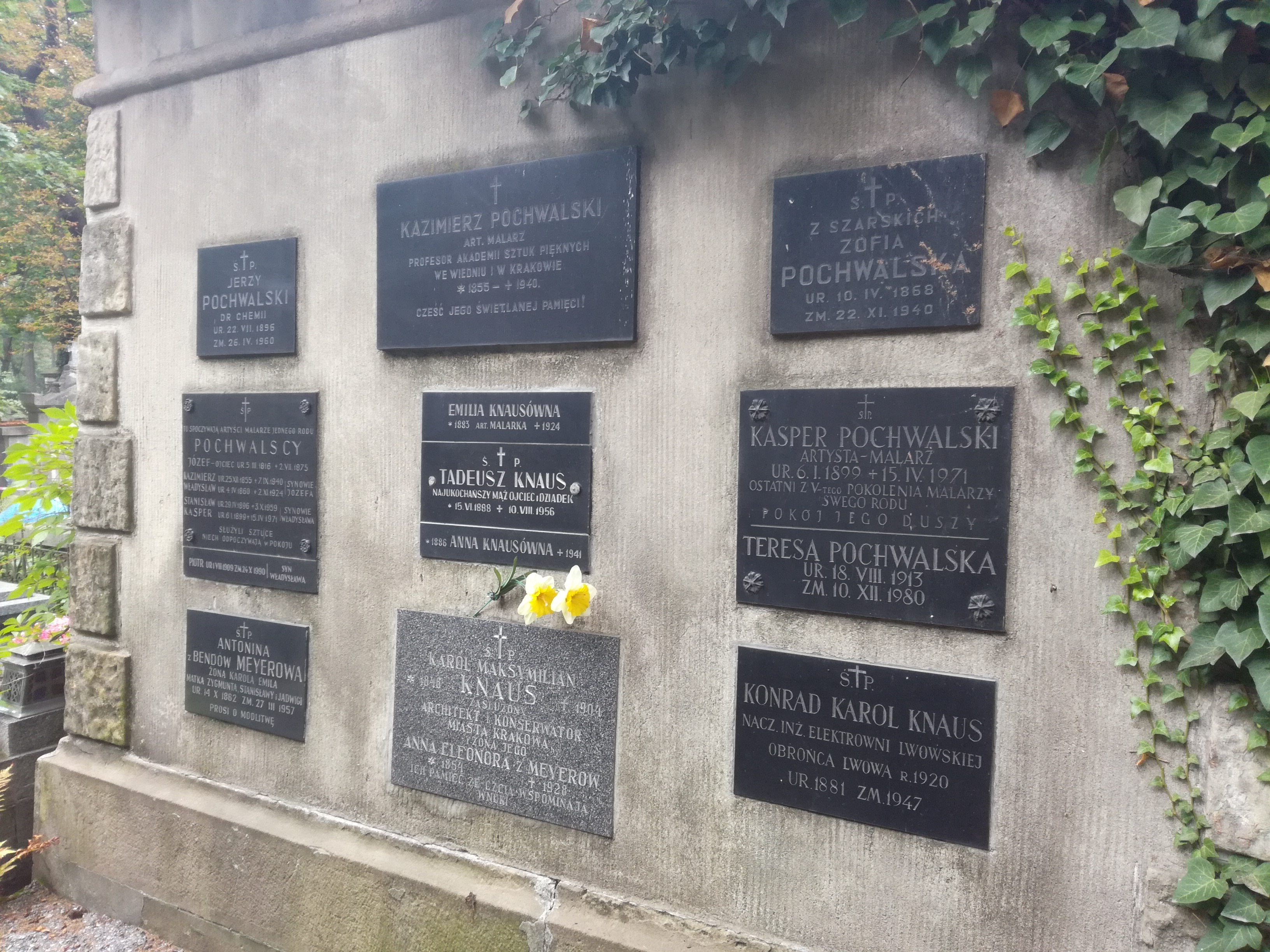
Tablica na grobie Kaspra Pochwalskiego

### Prace konserwatorskie
Kasper pracował również jako konserwator obrazów i dzieł sztuki. M.in. dla katedry wawelskiej wykonał wiele prac. Odnowił także z bratem Stanisławem Czarnego Chrystusa Wawelskiego i tryptyk Hansa Dűrera do kaplicy Zygmuntowskiej, a po II wojnie światowej już sam – odnawiał przez długie lata liczne obrazy do katedry i wiele innych dzieł obcego i rodzimego malarstwa. Wykonał kilkanaście polichromii kościołów.

### Twórczość poetycka
Tworzył też jako poeta – napisał ponad 200 sztuk scenicznych, poematów i dużą liczbę wierszy. Debiutował w 1919 roku w poznańskim „Zdroju”. Z tego czasu pochodziła serdeczna przyjaźń malarza z Jarosławem Iwaszkiewiczem. Zamknięty w sobie pisał jednak „do szuflady”.